# Wim Belaen
Wim Belaen (Izegem, 9 oktober 1967) is een Belgisch dirigent, klarinettist en sinds 2017 ook auteur.
Hij studeerde aan het Koninklijk Conservatorium en haalde eerste prijzen voor notenleer, klarinet, kamermuziek, HaFa-directie en harmonieleer en een Hoger Diploma klarinet en kamermuziek. Belaen voltooide zijn studies in 1999-2000 met een meestergraad voor klarinet aan Koninklijk Conservatorium, departement van de hogeschool Gent.
Orkestervaring verzamelde hij als klarinettist bij onder andere het Symphonisch orkest van de Vlaamse Opera in Gent en Antwerpen, het BRTN-Symfonisch orkest, het Nieuw Vlaams Symfonieorkest, het Orkest van de Koninklijke Muntschouwburg en het Collegium Instrumentale Brugense.
Als dirigent werkte hij met verschillende harmonieorkesten.
Hij werkte ook met symfonieorkesten in binnen- en buitenland: Het Gents academieorkest, Het Zeeuws Orkest (NL), het Noord Nederlands Orkest (NL) en het Orquestra Nacional do Porto (Portugal)
Op dit ogenblik is hij nog steeds hoofddirigent van de Koninklijke Harmonie Vrank en Vrij Nazareth (superieure afdeling Oost-Vlaanderen (België).
In het onderwijs werd Wim Belaen in januari 2005 directeur van de Academie voor Muziek, Woord en Dans "E. Hullebroeck" te Gentbrugge, die in 2009 herdoopt werd tot Academie de Kunstbrug Gent. In 2013 verliet hij Gent en werd directeur van Art'Iz, Kunstacademie regio Izegem. Een academie van ongeveer 2350 leerlingen die de domeinen Muziek, Woord en Beeldende Kunst aanbiedt.
Art'IZ is de derde grootste kunstschool van West-Vlaanderen.
In september 2017 werd ook zijn debuutroman 'Het Venetiaans Concerto', een literaire thriller, uitgegeven bij Houtekiet.
In december 2017 kreeg het boek zijn tweede druk.
- International Standard Name Identifier: 0000 0003 9239 2613
- Nederlandse Thesaurus van Auteursnamen: 318922665
- Virtual International Authority File: 286414852
- WorldCat: E39PBJmtwXD4ykDCkWRFR3Krv3